# Högstatjärnen
Högstatjärnen är en sjö i Kramfors kommun i Ångermanland och ingår i Ångermanälven-Gådeåns kustområde. Sjön har en area på 0,102 kvadratkilometer och ligger 89,1 meter över havet.

## Delavrinningsområde
Högstatjärnen ingår i det delavrinningsområde (698814-158775) som SMHI kallar för Utloppet av Forssjön. Medelhöjden är 152 meter över havet och ytan är 4,88 kvadratkilometer. Räknas de 17 avrinningsområdena uppströms in blir den ackumulerade arean 132,51 kvadratkilometer. Avrinningsområdets utflöde Bollstaån (Majaån) mynnar i havet. Avrinningsområdet består mestadels av skog (68 procent) och jordbruk (10 procent). Avrinningsområdet har 0,5 kvadratkilometer vattenytor vilket ger det en sjöprocent på 10,2 procent.